# Jharrel Jerome
Jharrel Jerome (* 9. října 1997, New York, New York, Spojené státy americké) je americký herec. Proslavil se především díky filmu Moonlight (2016), který byl oceněn cenou Oscara v kategorii nejlepší film a díky netflixové minisérii Avy DuVernay Když nás vidí (2019), za výkon získal cenu Emmy a cenu Critics' Choice Television Awards.

## Filmografie

### Film
| Rok  | Název                | Role       | Poznámky            |
| ---- | -------------------- | ---------- | ------------------- |
| 2016 | Her Coloring Book    | Umělec     | krátkometrážní film |
| 2016 | Wheels               | Vypravěč   | krátkometrážní film |
| 2016 | Moonlight            | Teen Kevin |                     |
| 2018 | All Rise             | Osvaldo    |                     |
| 2018 | First Match          | Omari      |                     |
| 2019 | Selah and the Spades | Maxxie     |                     |
| 2019 | Robu                 | Rob        | krátkometrážní film |
| 2020 | Concrete Cowboys     | —          |                     |

### Televize
| Rok        | Název                              | Role            | Poznámky                                |
| ---------- | ---------------------------------- | --------------- | --------------------------------------- |
| 2017       | Tales                              | Deacon          | díl: „Children's Story“                 |
| 2017–dosud | Mr. Mercedes                       | Jerome Robinson | hlavní role                             |
| 2019       | Když nás vidí                      | Korey Wise      | hlavní role                             |
| 2019       | Live in Front of a Studio Audience | Jimmy Pearson   | díl: „All in the Family and Good Times“ |

## Ocenění a nominace
| Rok  | Ocenění                                      | Kategorie                                                          | Nominovaný za | Výsledek  |
| ---- | -------------------------------------------- | ------------------------------------------------------------------ | ------------- | --------- |
| 2016 | Austin Film Critics Association              | nejlepší obsazení                                                  | Moonlight     | vítězství |
| 2016 | Boston Online Film Critics Association       | nejlepší obsazení                                                  | Moonlight     | vítězství |
| 2016 | Boston Society of Film Critics Awards        | nejlepší obsazení                                                  | Moonlight     | vítězství |
| 2016 | Central Ohio Film Critics Association        | nejlepší obsazení                                                  | Moonlight     | vítězství |
| 2016 | Gotham Awards                                | nejlepší obsazení                                                  | Moonlight     | vítězství |
| 2016 | Independent Spirit Awards                    | Cena Roberta Altmana                                               | Moonlight     | vítězství |
| 2016 | MTV Movie + TV Awards                        | nejlepší polibek                                                   | Moonlight     | vítězství |
| 2016 | Screen Actors Guild Awards                   | nejlepší obsazení                                                  | Moonlight     | nominace  |
| 2016 | Southeastern Film Critics Association Awards | nejlepší obsazení                                                  | Moonlight     | vítězství |
| 2019 | Black Reel Awards for Television             | nejlepší mužský herecký výkon v hlavní roli (mini-série / TV film) | Když nás vidí | vítězství |
| 2019 | Cena Emmy                                    | nejlepší mužský herecký výkon v hlavní roli (mini-série / TV film) | Když nás vidí | vítězství |
| 2019 | Critics' Choice Television Awards            | nejlepší mužský herecký výkon v hlavní roli (mini-série / TV film) | Když nás vidí | vítězství |
| 2019 | Satellite Awards                             | nejlepší mužský herecký výkon v hlavní roli (mini-série / TV film) | Když nás vidí | nominace  |
| 2019 | Screen Actors Guild Awards                   | nejlepší mužský herecký výkon v hlavní roli (mini-série / TV film) | Když nás vidí | nominace  |